# Ilha de Barrow

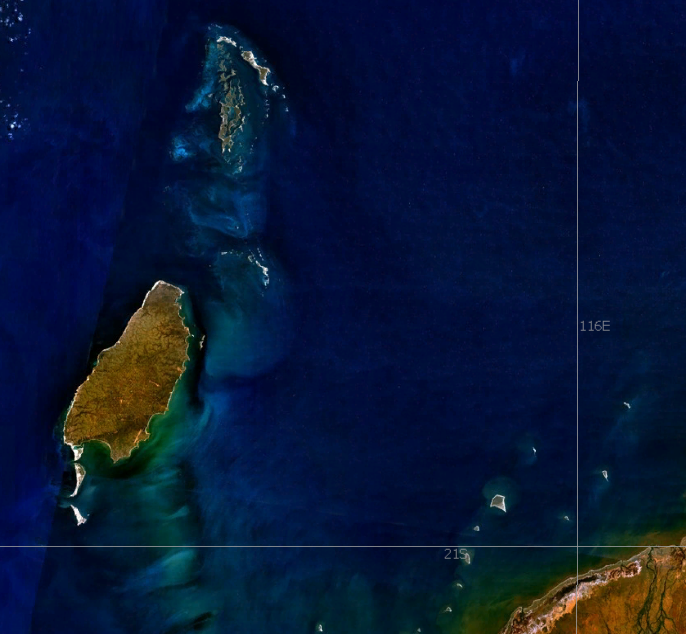
Imagem de satélite da ilha

A ilha de Barrow é uma ilha com 202 km² situada a aproximadamente 50 km a noroeste da costa de Pilbara no estado da Austrália Ocidental. A ilha é a segunda maior da Austrália ocidental a seguir à Ilha Dirk Hartog. A Organização Meteorológica Mundial indica que a ilha de Barrow é o local onde foi registada a maior rajada de vento fora de um tornado, a 408 km/h. Ocorreu em 10 de abril de 1996, durante a passagem do ciclone tropical Olivia.